# Kalandturizmus

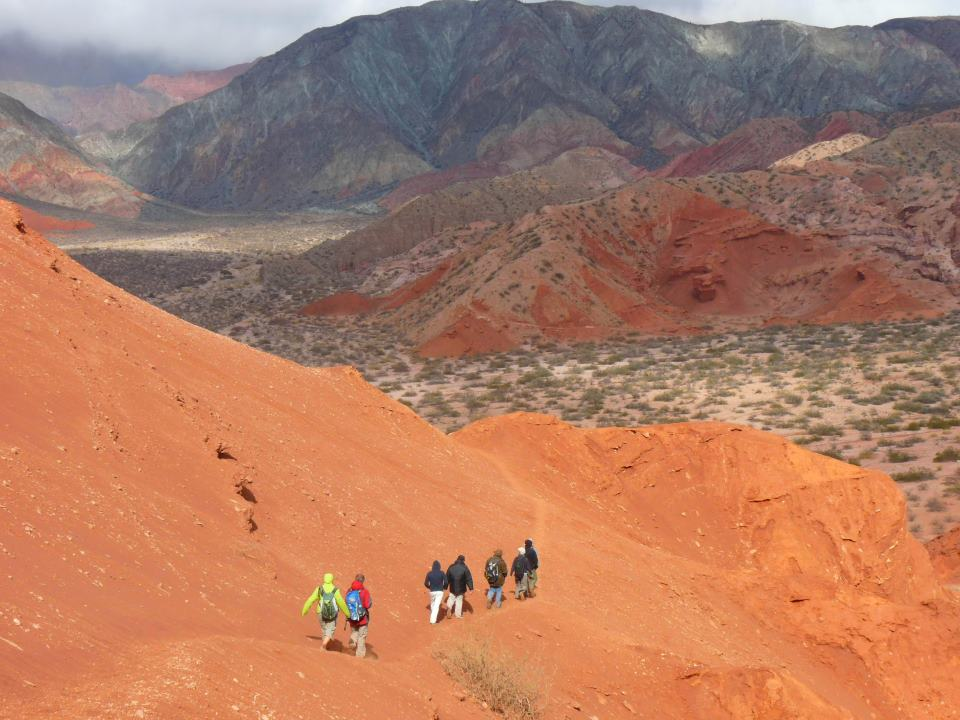
Túrázás Argentínában

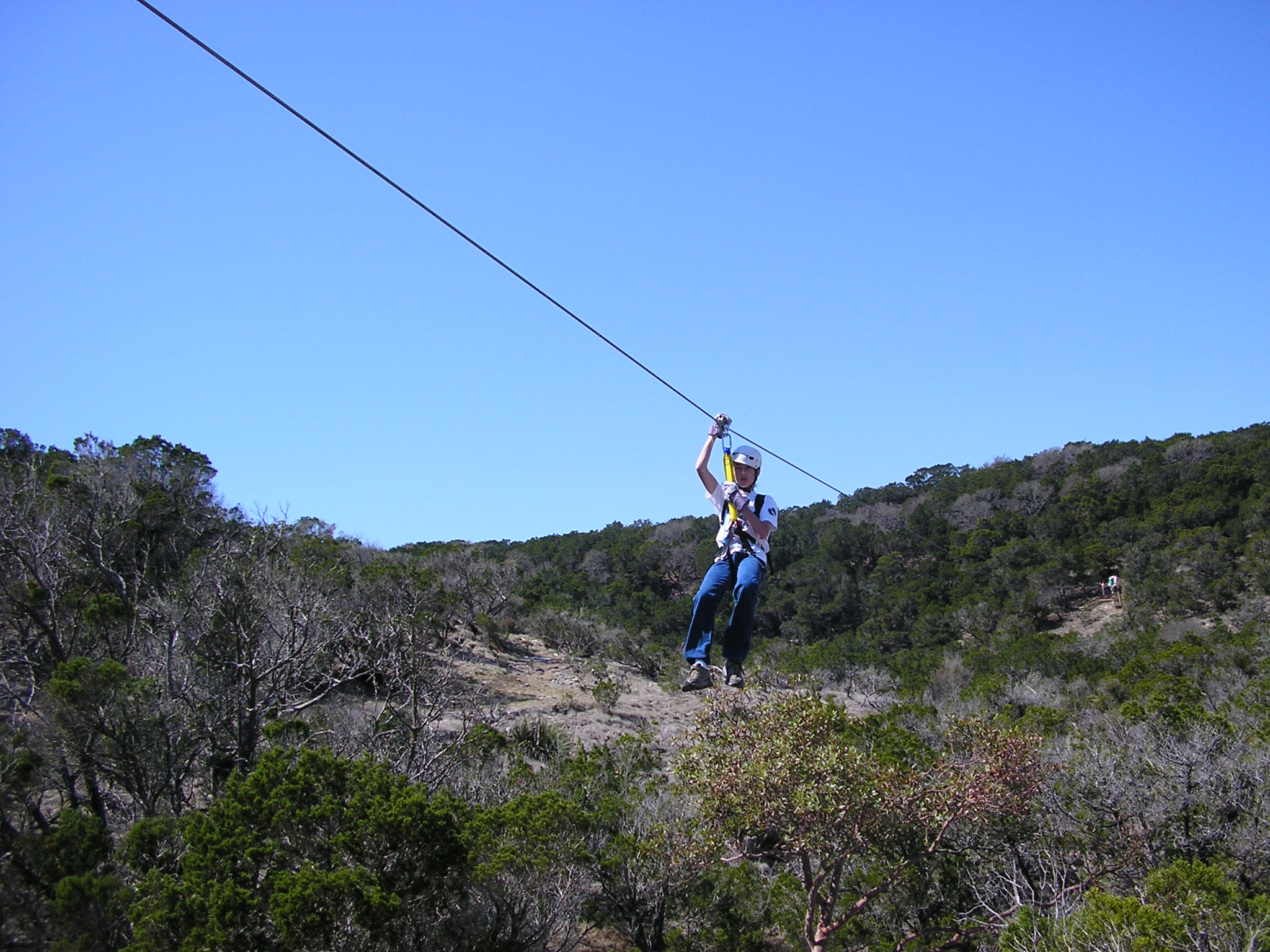
Flying-fox a Texas állambeli Wimberley-nél

A kalandturizmus az idegenforgalom egy formája, melynek lényege olyan  távoli, sőt egzotikus tájak felkeresése, ahol az utazóra “a váratlan vár”. A kalandturizmus népszerűsége gyorsan növekszik, a résztvevők sokféle vakációs lehetőséget keresnek. Az amerikai székhelyű Adventure Travel Trade Association (Kalandturisztikai Kereskedelmi Szövetség) meghatározása szerint kalandturizmus bármely idegenforgalmi tevékenység, amelyre a három jellemzőből legalább kettő igaz: fizikai tevékenység, kulturális csere vagy kommunikáció, illetve a természet közelsége.
A kalandturizmus azzal válik izgalmassá, hogy a résztvevőket kimozdítja a kényelmi zónájukból. Ezt elérheti kulturális sokkolással vagy olyan tevékenységek kínálatával, amelyekhez jelentős erőkifejtés szükséges, illetve valamiféle rizikót, (valós vagy vélt) fizikai veszélyhelyzetet jelentenek. Ilyen tevékenység lehet a hegymászás, a hátizsákos túra a vadonban, a bungee jumping, a hegyi kerékpározás, a vadvízi evezés, a flying-fox, a sziklamászás vagy egyéb típusú túlélőtúra. A kalandturizmushoz sorolható a katasztrófaturizmus és a gettóturizmus. A kalandturizmus egyéb ismert ágai a szociális turizmus, a dzsungelturizmus és a külföldi utazás.
Világszerte segítik a kalandturizmus népszerűsítését a fogyasztók számára egyre könnyebben hozzáférhető technológiák, elsősorban a GPS készülékek, a kempingezés kellékei, a társadalmi kapcsolatépítés (pl az internet segítségével) és a fényképezés. A független kalandturizmus iránti érdeklődés szintén megnőtt. Erre utal, hogy egyre nagyobb számban jönnek létre speciális utazási weboldalak, amelyek mindeddig népszerűtlen helyeket és sportokat kínálnak.

## Utazásszervezők, utazási irodák és viszonteladók
Világszerte számos szervezet és cég szolgálja ki a kalandtúra iránt érdeklődőket. Néhány földrajzi helyszínt magán- és közszférában működő irodák kifejezetten kalandtúra-úticélként reklámoznak. Az egyik világelső: az Arenal vulkán Costa Rica területén.

## Akadálymentesség
Mivel világszerte egyre nagyobb igény mutatkozik az akadálymentes turizmusra, néhány idegenforgalmi régió elkezdte a fogyatékkal élők számára kifejleszteni a kalandturizmus lehetőségét. Ennek élharcosai a kanadai Whistler és Vancouver, ahol a 2010-es téli paralimpiai játékokra készülnek.  Észak-Amerikában az akadálymentes kalandturizmus  évi 13 millió dollárt jövedelmező iparággá vált.
Figyelemre méltó fogyatékkal élő kalandozók: Erik Weihenmayer, az első nemlátó, aki megmászta a  Mount Everestet; Casey Pieretti, egy végtaghiányos korcsolyázó; és Caroline Walsh, aki az Access to Marine Conservation for All International (Mindenki lehet tengeri természetvédő) nevű nemzetközi egyesület alapítója.
Néhány desztináció kifejezetten fogyatékkal élők számára kínál különféle programokat és munkalehetőségeket. A kanadai Quebecben található Esprit Lodge kifejezetten gerincvelő-sérülteknek szervez rafting kirándulásokat.

## Fordítás
Ez a szócikk részben vagy egészben  az   Adventure travel című angol Wikipédia-szócikk ezen változatának fordításán alapul.  Az eredeti cikk szerkesztőit annak laptörténete sorolja fel. Ez a jelzés csupán a megfogalmazás eredetét és a szerzői jogokat jelzi, nem szolgál a cikkben szereplő információk forrásmegjelöléseként.